# Jackie McWilliams
Jackie Amanda McWilliams (18. veljače 1964.) je bivša irska igračica hokeja na travi, koja je nastupala za Ujedinjeno Kraljevstvo.
Bila je članicom postave Uj. Kraljevstva koja je osvojila broncu na OI 1992. u Barceloni.

Igračku karijeru je počela u Randalstownu u dobi od 14 godina, i u kojem je igrala sve do povlačenja iz aktivne igračke karijere.

## Vanjske poveznice
- Baza podataka s OI-ja